# Thymus callieri
Thymus callieri là một loài thực vật có hoa trong họ Hoa môi. Loài này được Borb. ex Velen. miêu tả khoa học đầu tiên.